# Can．teen

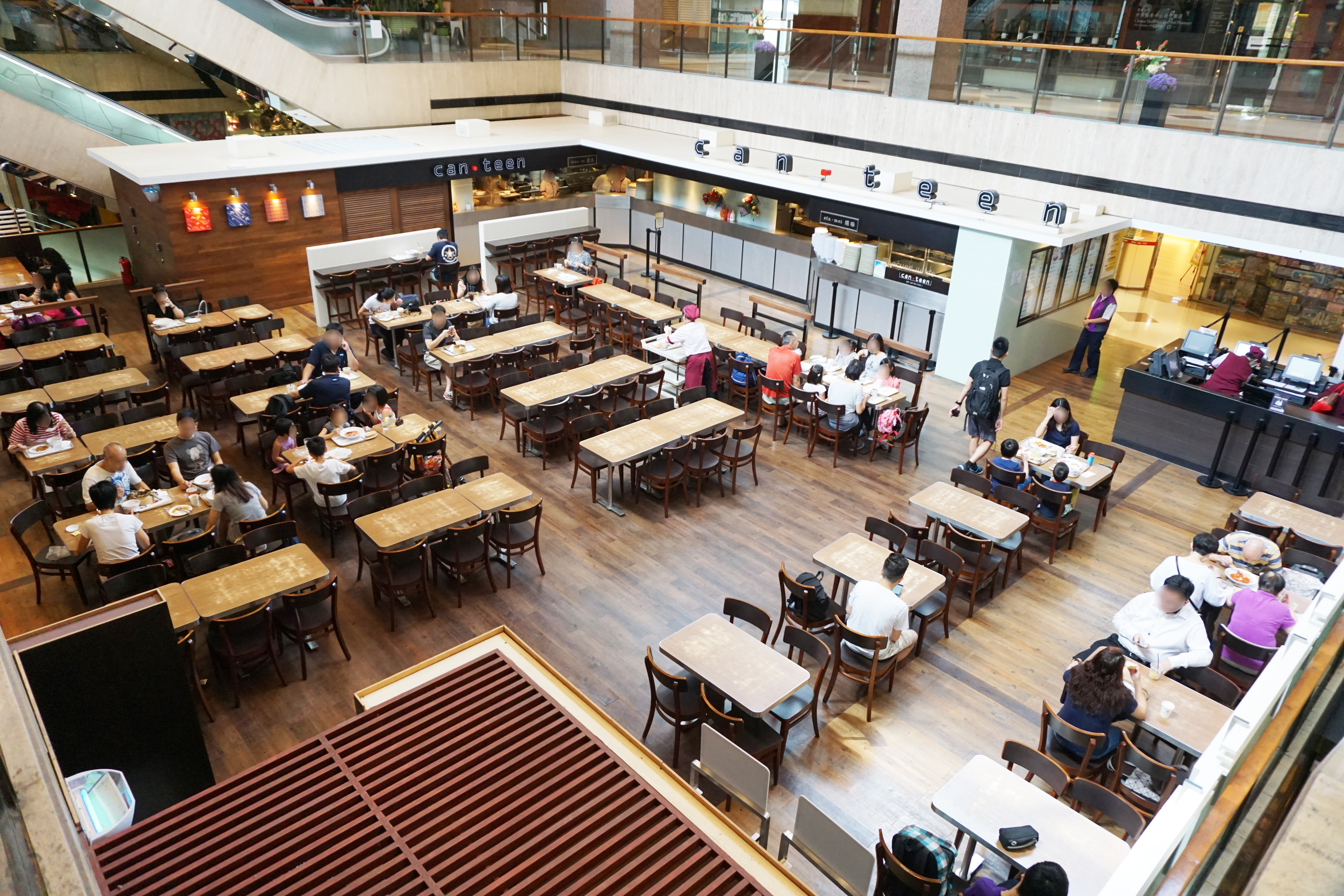
俯瞰Can．teen於金鐘海富中心分店

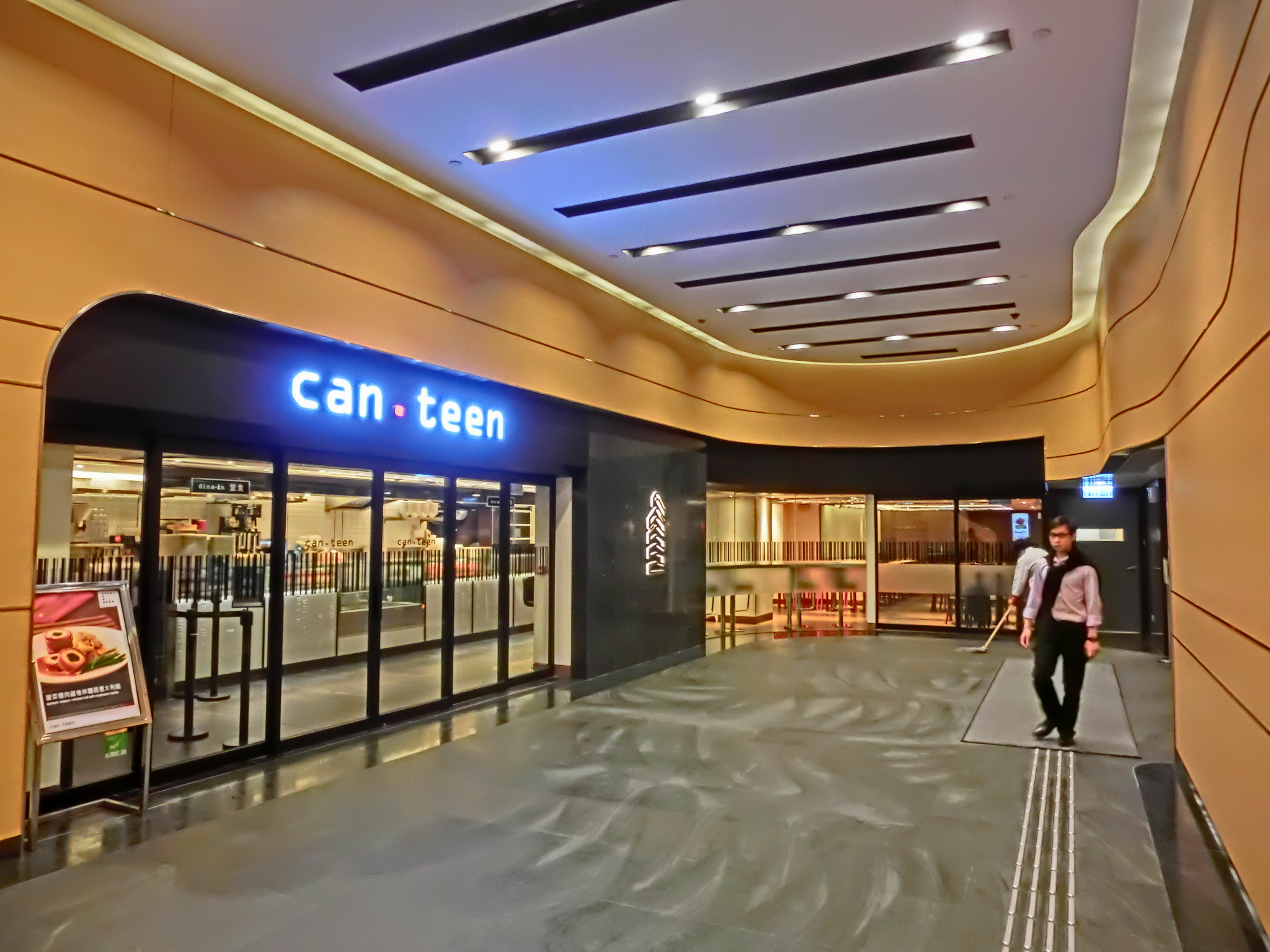
Can．teen於金鐘中信大廈分店

can．teen，是香港一間自助式連鎖快餐店，為美心食品有限公司旗下品牌，由m.a.x. concepts管理。
m.a.x. concepts快餐副線品牌有中環怡和大廈Deli-O，除一般中西快餐食品外，也有包裝壽司提供。

## 特色
與美心food²相同，皆有服務員代客捧餐服務，顧客只需持號碼牌在座位等候。（請看美心MX「歷史」）

## 歷史
1998年起，美心將旗下多個品牌革新，率先成為can．teen的分店有太子大廈、海富中心及花旗銀行大廈、尖沙咀文化中心Curtain Up，以及中環怡和大廈Deli-O，並歸入m.a.x. concepts管理。
2003年10月，佔地7,000平方呎的國際金融中心商場旗艦店開業，由Hernan Zanghellini設計，並為首間設有酒吧的快餐。店內八成的坐位都可以坐擁維港海景。開幕日午市時段派發免費飯盒及半價作招徠，引來1,500名市民排隊。後來作小型翻新時將在店最尾的位置酒吧部份取消，並加設彩色螢幕餐牌。
2006年8月，「Curtain Up」裝修後改為Encore，2010年10月結業。
2007年3月，九龍灣德福廣場翻新，can．teen第五分店開業；10月同場內開設美心food²，故該分店已於2008年7月結業，成為美心皇宮擴展部份。
2007年12月，Deli-O裝修後重開。
2008年4月，花旗銀行大廈 can．teen改為simplylife FOODPLACE；10月，國際金融中心商場分店結業，改為simplylife BREAD AND WINE，2009年1月開業。
2009年4月，大埔太和廣場分店開業，為首間不設於商業區的分店，提供食品與美心MX無異。
2010年5月，中環太子大廈分店裝修後復業；8月，中環中心美心MX改為can．teen。
2011年11月中環中心分店結業，同月24日，金鐘中信大廈分店開業。
2013年3月20日，國際金融中心商場分店結業，改為 Open Kitchen並於同年6月重開。
2013年11月16日，怡和大廈 Deli-O 結業，改為Deli and Wine並於2014年2月7日重開。
2019年，Deil-O與美心MX同時於MCP新都城中心開業。
2020年年底，MCP新都城中心分店稱因疫情原因暫時停業，但於2021年結業。期間店鋪一直丟空。並於2022年併為美心MX範圍。2024年1月，同樣位置被改為同集團的星巴克。

## 分店
- can．teen
  - [2]金鐘 海富中心1樓85-93號舖
  - [3]中環 太子大廈3樓309-313A號舖 [已結業]
  - [4]中環 長江集團中心B1A層1號舖
  - [5]中環 世紀廣場 地下高層A號舖 [已結業]
  - 中環 中環中心 [已結業]
  - 大埔 太和廣場 [已結業]
  - [6]機場 一號客運大樓 離港層大堂7樓7T090號舖 (非禁區)

- Deli-O
  - [7]葵興 新葵興廣場  2樓1B號舖（Deli-O Cafe）
  - [8]上環 信德中心 2樓268A號舖

## 母公司
- 美心食品有限公司